# Трёхиглые колюшки
Трёхиглые колюшки (лат. Gasterosteus) — род лучепёрых рыб из семейства колюшковых (Gasterosteidae). Его представители населяют морские, солоноватые и пресные водоёмы.

## Описание
Относительно небольшие рыбки. Морские и проходные формы, как правило, больше и тоньше пресноводных. Перед мягкими лучами спинного плавника, три, реже четыре твёрдых острых шипа. Вначале анального плавника ещё один более короткий шип. Вместо чешуи — костяные пластины.
Наличие шипов позволяет вести более открытый образ жизни, чем другим рыбам того же размера. В частности, в брачный сезон окраса самцов более выражена.

## Систематика
В роде шесть видов:
- Трёхиглая колюшка (Gasterosteus aculeatus)[2]
  - подвид Gasterosteus aculeatus aculeatus Linnaeus, 1758
  - подвид Gasterosteus aculeatus santaeannae Regan, 1909
  - подвид Gasterosteus aculeatus williamsoni Girard, 1854
- † Gasterosteus crenobiontus
- Gasterosteus gymnurus
- Gasterosteus islandicus
- Gasterosteus microcephalus
- Двухиглая колюшка (Gasterosteus wheatlandi)[2]